# Alfred Fischel
Alfred Fischel (30. listopadu 1853 Mladá Boleslav – 16. srpna 1926 Schützendorf v Prusku nebo Říčky) byl rakouský advokát, právní historik a politik německé národnosti působící na Moravě; poslanec Moravského zemského sněmu.

## Biografie
Narodil se v Mladé Boleslavi. Vystudoval práva na Vídeňské univerzitě a roku 1877 se usadil v Brně. Působil jako právník a publicista. Od roku 1877 do roku 1884 byl advokátem v Brně. Zasedal v brněnské obecní radě. Předsedal Moravské musejní společnosti. Zasazoval se o podporu německé kultury na Moravě. Byl též činný jako právní historik a sběratel.
Počátkem 20. století se zapojil i do vysoké politiky. V zemských volbách roku 1906 byl zvolen na Moravský zemský sněm, za kurii městskou, německý obvod Hranice, Prostějov, Vyškov atd. Mandát zde obhájil v zemských volbách roku 1913. V roce 1906 se uvádí jako kandidát Německé pokrokové strany. Stejně tak roku 1913.
Zemřel v srpnu 1926.